# PR-C 33

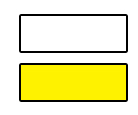
Marca de Sender de Petit Recorregut

El sender de la Garriga, també conegut com a PR-C 33, és un sender de petit recorregut de 30 km de longitud. Es tracta d'una volta circular que va des de la Garriga fins a Figaró pels Cingles de Bertí i torna cap a la Garriga pel Montseny. Enllaça amb el   GR-5 . El PR-C33 el va realitzar el Centre Excursionista Garriguenc a finals dels anys 70.

## Característiques[1]
- Durada: 6:25 hores
- Distància: 30,10 km
- Desnivell acumulat: 2841 m (1421 m de desnivell positiu, 1421 m de desnivell negatiu)
- Punt més alt: 915 m (Pla de Bellavista)
- Punt més baix: 250 m (La Garriga)
- Comarques: Vallès Oriental

## Recorregut[2][4]
L'itinerari comença al pont de ferro de la Carretera Nova (la Garriga) fins a arribar a l'església romànica de la Doma. Continua pujant per vinyes i olivars, enfilant cap al Serrat d'Ocata per un corriol, fins a arribar al Santuari de Puiggraciós (Figaró). El camí passa vora una font i arriba al coll de can Tripeta, on hi ha una referència a la novel·la Els sots feréstecs, de Raimon Casellas. Voreja els cingles fins a arribar a un camí empedrat que condueix al castell del Clascar. El PR prossegueix en direcció nord i conflueix amb el GR 5, que porta fins a l'església de Sant Pere de Bertí. Un cop aquí, s'endinsa al bosc superant un petita cinglera i puja per una zona obaga fins al coll dels Homs, on inicia la baixada fins a la Trona (Sant Martí de Centelles). La baixada continua fins al Sot del Bac i finalment arriba al centre urbà de Figaró. Un cop al poble, l'itinerari transcorre per la pista de Vallcàrquera, on s'hi troba l'ermita de Sant Pere de Vallcàrquera. Després d'una forta pujada, el camí segueix una drecera que duu al coll de la Creu de can Plans. El camí segueix pujant moderadament, en direcció est fins a arribar a Sant Cristòfol de Monteugues. Un cop allà, l'itinerari pren dreceres paral·leles a la pista principal, que baixen fins a arribar de nou a la Garriga. El fet que tant la Garriga com el Figaró tinguin servei de tren (línia R3 de Rodalies de Catalunya) facilita que es pugui fer només la meitat del sender.

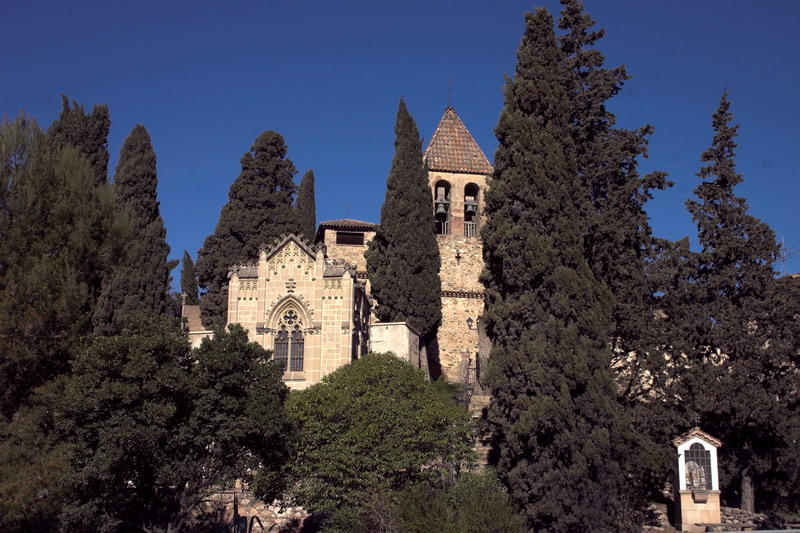
La Doma
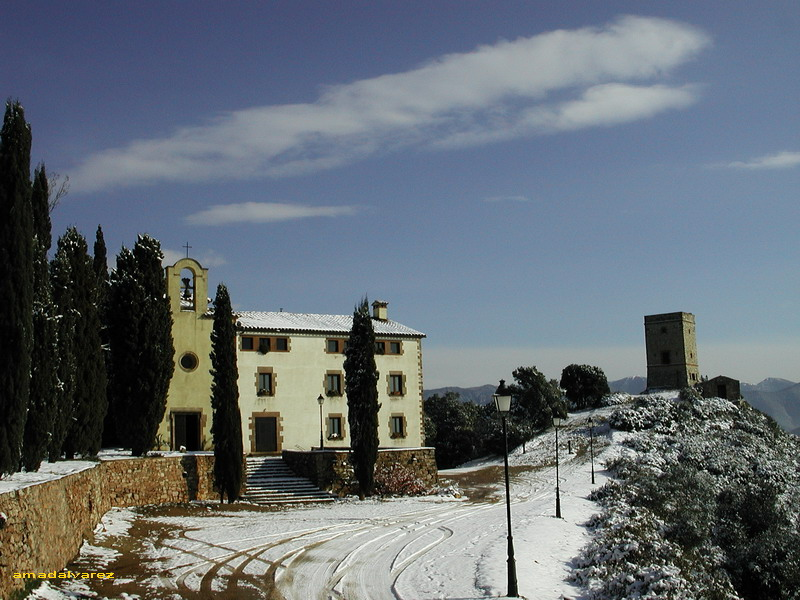
Santuari de Puiggraciós
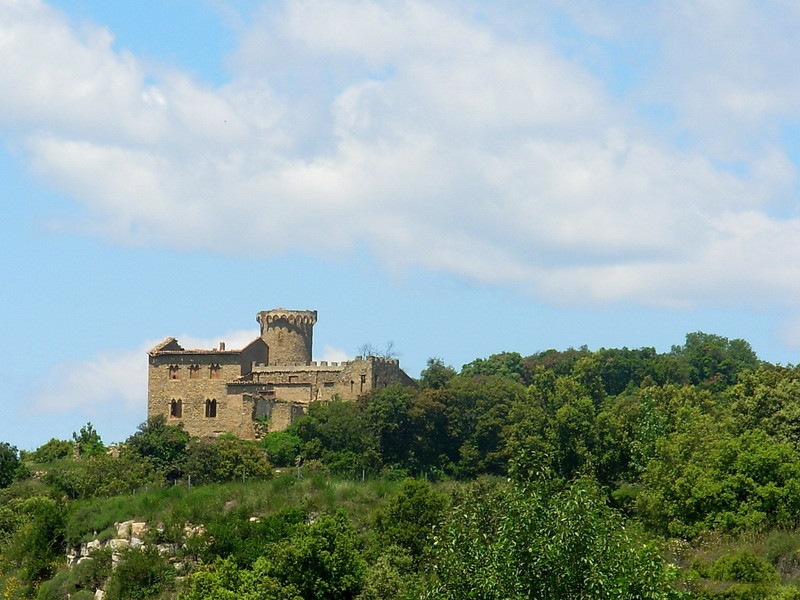
El Clascar
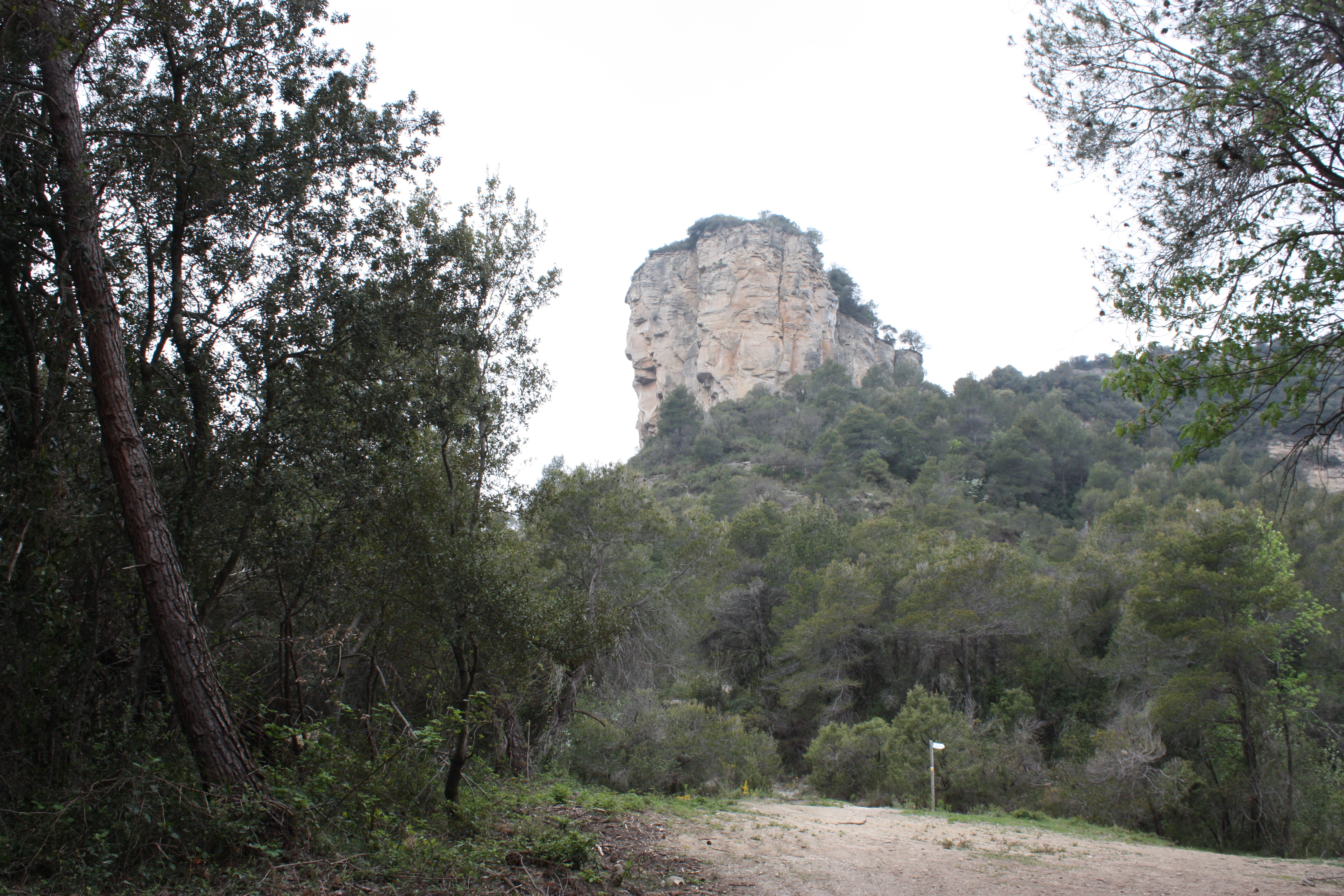
La Trona, als Cingles de Bertí
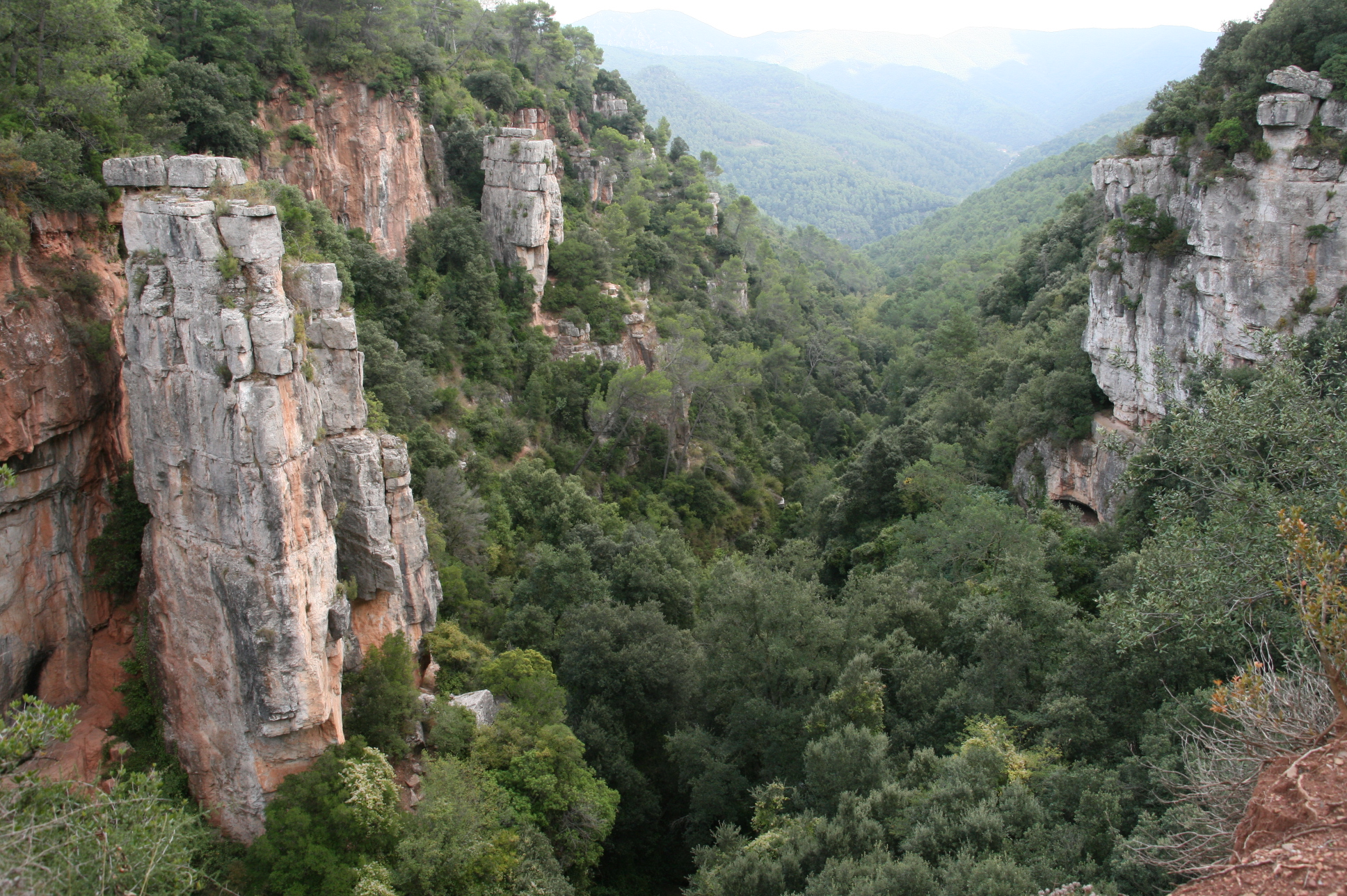
El Sot del Bac, al Figaró
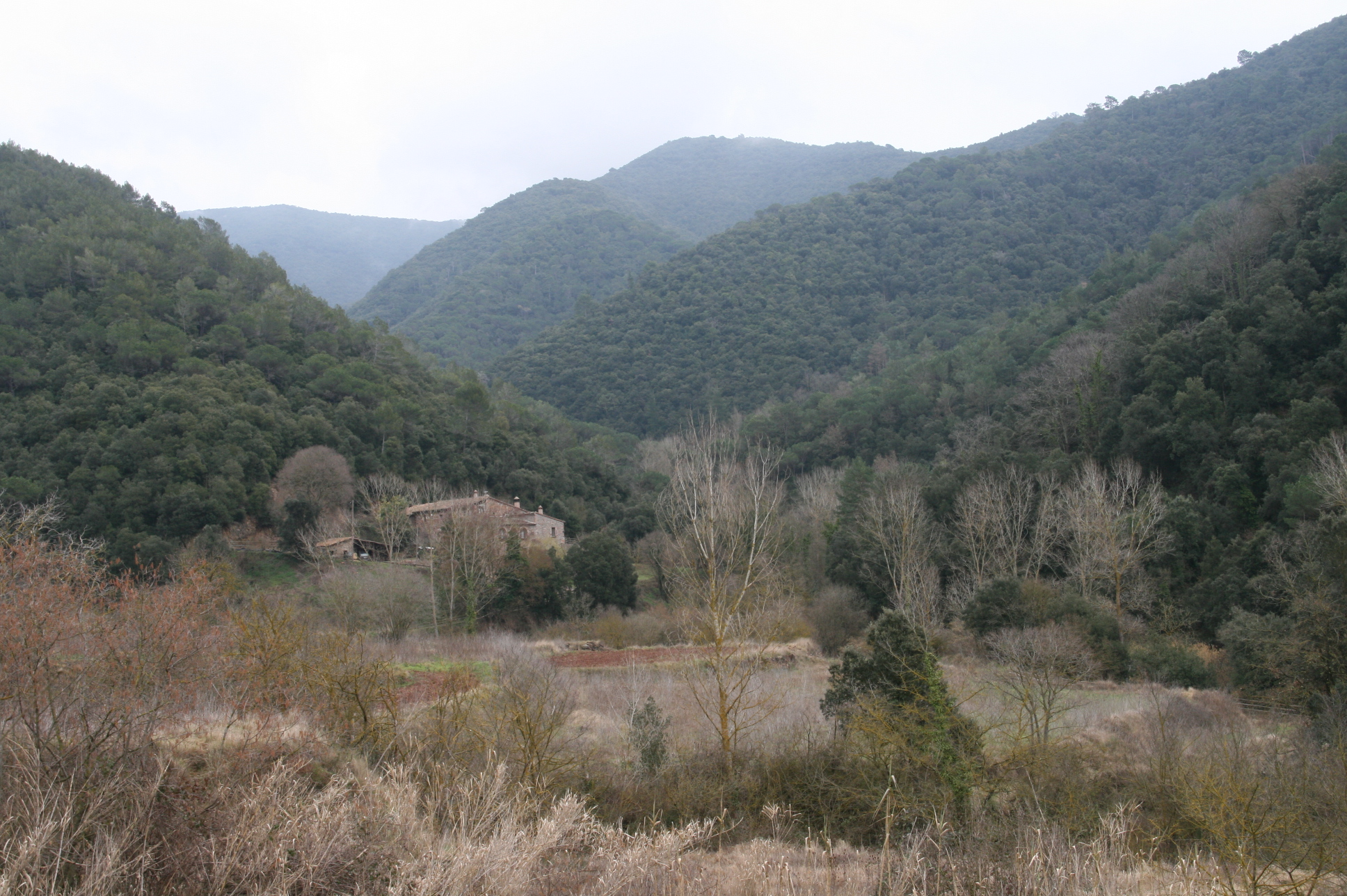
Vallcàrquera
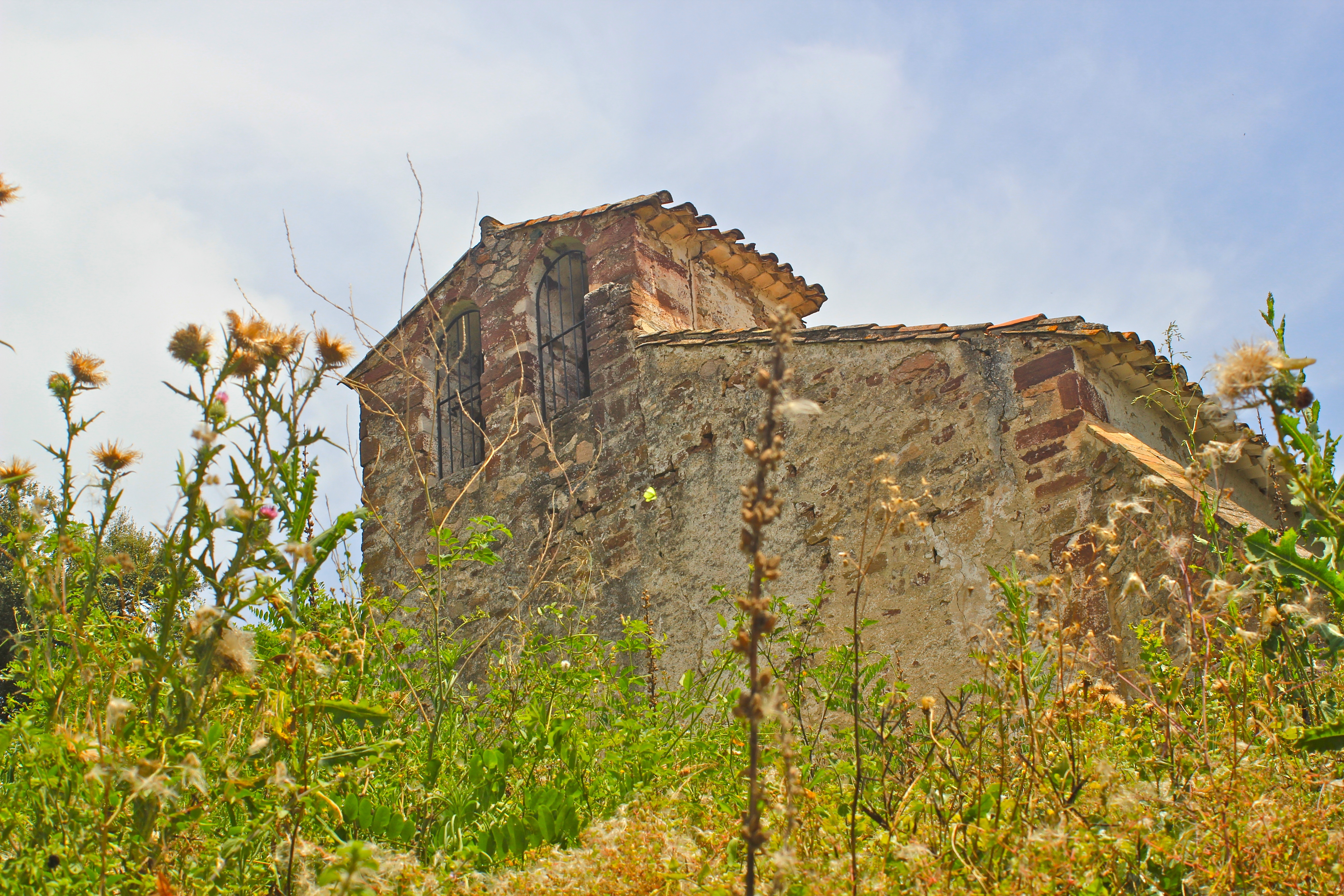
Sant Cristòfol de Monteugues